# 鄭美施
鄭美施，GBS，JP（1962年—），香港公務員，官至首長級甲一級政務官，退休前為環境局常任秘書長兼環境保護署署長，現出任公務員敍用委員會主席。

## 履歷
鄭美施曾就讀聖傑靈女子中學，其後升讀香港大學，獲文學士學位。在校期間，她在1981至1982年擔任該校政治及公共行政學會主席一職。
鄭美施在1987年9月加入香港政府政務職系，曾在民意匯集處、運輸科、銓敍科、政務總署、大學及理工資助委員會秘書處、公務員事務科、財經事務科、強制性公積金計劃管理局、行政會議秘書處、經濟發展及勞工局等部門供職。2004年11月，鄭擔任旅遊事務副專員，期間見證了香港迪士尼的開幕。2007年7月，鄭調任影視及娛樂事務管理處處長。執掌影視及娛樂事務管理處期間，她曾處理免費電視台服務牌照中期檢討，並參與協調《蝙蝠俠—黑夜之神》來港拍攝的工作。2010年2月，鄭出任運輸及房屋局副秘書長（運輸），並在翌年4月晉升為首長級乙一級政務官。她在運輸及房屋局任職至2012年6月。
鄭美施在2013年1月28日接替張少卿出任政府物流服務署署長。在2015年4月晉升為首長級甲級政務官後不久，在當年9月15日調任海事處處長，接替升任發展局常任秘書長（規劃及地政）的黃偉綸。執掌海事處期間，鄭繼續進行各項改革措施，處理空缺問題，並就海事主任及驗船主任職系進行職系架構檢討。
2019年5月2日，鄭美施接替唐智強出任環境局常任秘書長兼環境保護署署長，任内擴展和加強社區回收網絡、積極推廣綠色運輸和自然生態資源保育。在疫情之下，環境局及環境保護署舉行「環保同心抗疫盃」鼓勵職員接種新冠疫苗。鄭與環境局局長黃錦星、副局長謝展寰等首長級官員斥資十萬元贊助大抽獎禮品。
鄭在2021年9月退休。其職務由副秘書長伍江美妮和副署長馮浩然兼署任，至新任常秘謝小華在2022年1月上任。
2023年5月1日，鄭美施接替劉吳惠蘭出任公務員敍用委員會主席，任期至2026年4月30日，為期三年。

## 榮譽

### 殊勳
- 金紫荊星章（G.B.S.）（2021年7月1日）[26]
- 非官守太平紳士（J.P.）（2023年7月1日）[27]
- 官守太平紳士（J.P.）（2006年7月1日－2021年）[28]

## 注脚
| 政府职务        | 政府职务                                                     | 政府职务      |
| --------------- | ------------------------------------------------------------ | ------------- |
| 前任： 唐智強   | 環境局常任秘書長兼 環境保護署署長 2019年5月2日－2021年9月4日 | 繼任： 謝小華 |
| 前任： 黃偉綸   | 海事處處長 2015年9月15日－2019年4月30日                      | 繼任： 王天予 |
| 前任者： 張少卿 | 政府物流服務署署長 2013年1月28日—2015年9月14日               | 繼任： 周淑貞 |
| 前任者： 黃浪詩 | 影視及娛樂事務管理處處長 2007年7月—2010年1月                 | 繼任： 劉明光 |